# Gottfried Martin
Gottfried Martin (Gera, 19 giugno 1901 – Bonn, 20 ottobre 1972) è stato un filosofo tedesco, studioso di Ockham, Kant e Leibniz.

## Biografia
figlio del pastore Wilhelm Martin, Gottfried crebbe a Heringen an der Werra, in Assia, e frequentò il Friedrichsgymnasium di Kassel dall'età di tredici anni. Dopo l'esame di maturità, prestò servizio nel Corpo franco in Slesia dal maggio 1919 alla primavera del 1920, dopodiché lavorò nelle fabbriche di Kassel per prepararsi agli studi scientifici, che iniziò nel 1921.
Inizialmente, Martin studiò chimica con Karl Friedrich von Auwers, fisica con Clemens Schäfer e matematica con Kurt Hensel ed Ernst Zermelo. In seguito, sotto l'influenza di Paul Natorp, intraprese anche lo studio della filosofia. I suoi professori più importanti furono Nicolai Hartmann, Edmund Husserl e Martin Heidegger. Dopo aver lavorato nel frattempo nell'industria, nel 1934 completò il dottorato con Heidegger a Friburgo sul tema dell'aritmetica e della combinatoria in Kant.
Martin aderì allo NSDAP il 1° maggio 1937. Nella primavera del 1939 divenne direttore di stabilimento e socio di una fabbrica chimica a Eisenach. Arruolato nel 1939, fu congedato dalla Wehrmacht nel 1943. Martin completò una tesi su Wilhelm von Ockham e la presentò per l'abilitazione all'insegnamento universitario a Friburgo nel 1940; poi, su consiglio di Heidegger, la inoltrò a Colonia. La tesi fu valutata unanimemente e favorevolmente da Heinz Heimsoeth, che supervisionava l'abilitazione, Artur Schneider, Herbert Schöffel e Fritz Schalk.
Martin insegnò all'Università di Jena dal 1943 al 1946, dopodiché si rifugiò nella Germania occidentale. Dal 1948 al 1952 fu professore associato all'Università di Colonia, dal 1953 al 1954 professore associato e, dal 1954 al 1958, professore ordinario all'Università di Magonza.
Nel 1951, pubblicata dalla Cologne University Press, uscì la sua opera Immanuel Kant, in cui interpretò ontologicamente la Critica della ragion pura. Nel 1956 pubblicò le sue riflessioni sulla filosofia della matematica, che riguardava no in particolare la storia dei concetti e della teoria, nell'opera Klassische Ontologie der Zahl (Ontologia classica del numero), che copre il periodo che va dall'Antica Grecia al concetto di molteplicità di Husserl. Il passo successivo fu lo studio della logica e della metafisica di Leibniz (1960). 
L'opera principale di Martin è il libro Allgemeine Metaphysik (Metafisica generale) del 1965. Martin negò la fine della metafisica sostenuta dal positivismo: 
(p. 6)
La possibilità dipende dal tipo di domande e di risposte. Soprattutto:
(p. 332)
La metafisica, come intesa da Martin, è una dialettica aporetica. Con questo approccio, Martin si poneva nella tradizione di Nicolai Hartmann, che aveva studiato a Marburgo, e del suo dottorando di Friburgo Martin Heidegger. Tuttavia, non seguì il discorso di Heidegger sulla differenza tra essere ed esistenza. La sua domanda non è se l'essere esista, ma come si dà l'essere. Per Platone il generale è l'idea, per Aristotele la legge di natura e per Kant l'atto del pensare ("l'Io è il legislatore della natura"). 
(p. 328)
Con Hegel, Martin intese la metafisica generale come campo problematico e metodo per comprendere la molteplicità dei punti di vista divergenti e coglierli come necessariamente dialettici. La filosofia così intesa non è mai completa.
Martin rifiutò le chiamate a Tubinga (nel 1954), Amburgo (nel 1956) e Monaco (nel 1957); passò all'Università di Bonn nel 1958 come successore di Erich Rothacker. Lì fu professore ordinario fino al suo pensionamento nel 1969, dopodiché rimase attivo nell'insegnamento fino alla sua morte. 
Morì mentre tornava a casa da una riunione della Fondazione tedesca per la ricerca.
Dal 1953 al 1965 Martin fu redattore della rivista Kant-Studien, che aveva rifondato con Paul Menzer e, dal 1969 al 1972, fu il primo presidente della Kant-Gesellschaft. La prima riunione generale della società dopo il 1934 si svolse a Bonn nel 1960. 
Fu anche redattore del Kant-Indexes (dal 1960), del Leibniz-Indexes dal 1968 e co-editore di Studia Leibnitiana dal 1969. Fu anche membro fondatore della Leibniz-Gesellschafte suo vicepresidente dal 1966 al 1972.
Nel 1970, insieme al filosofo americano Lewis White Beck, organizzò il primo Congresso internazionale su Kant, che si svolse negli Stati Uniti d'America presso l'Università di Rochester.

## Opere
- Arithmetik und Kombinatorik bei Kant. 1938 (Dissertation 1934). Neuauflage 1972.
- Wilhelm von Ockham. Untersuchungen zur Ontologie der Ordnungen. de Gruyter, Berlin 1949. (Habilitationsschrift 1939).
- Immanuel Kant: Ontologie und Wissenschaftstheorie. Kölner Universitätsverlag, Köln 1951. 4. durchgesehene und um einen 3. Teil vermehrte Auflage: de Gruyter, Berlin 1969.
- Neuzeit und Gegenwart in der Entwicklung des mathematischen Denkens. Kölner Universitätsverlag, Köln 1953/54.
- Klassische Ontologie der Zahl. Kölner Universitätsverlag, Köln 1956
- Einleitung in die allgemeine Metaphysik. Kölner Universitätsverlag, Köln 1957. (Nachdr. Reclam, Stuttgart 1965, 1984)
- Leibniz: Logik und Metaphysik. Kölner Universitätsverlag, Köln 1960.
- Gesammelte Abhandlungen, Band 1, Köln 1961.
- Allgemeine Metaphysik: Ihre Probleme und ihre Methode. de Gruyter, Berlin 1965.
- Idee und Wirklichkeit der deutschen Universität. Bouvier, Bonn 1967.
- In memoriam Professor Erich Rothacker. In: Alma mater, Bonn 1967, S. 5–12.
- Sachindex zu Kants Kritik der reinen Vernunft. de Gruyter, Berlin 1967.
- Sokrates in Selbstzeugnissen und Bilddokumenten. Rowohlt, Reinbek 1967. (18. Aufl. 1994)
- Plato in Selbstzeugnissen und Bilddokumenten. Rowohlt, Reinbek 1969. (19. Aufl. 1995)
- Platons Ideenlehre. Walter de Gruyter, Berlin 1973.